# Ignasi Llor
Ignasi Llor va ser un músic, possiblement de la família dels Llor dedicats tradicionalment a la fusteria.
Llor consta com a músic en el cadastre de 1761. Al 1765, la capella de música de la Seu de Barcelona cercava un contralt i provà les qualitats d’Ignasi Llor i d’un altre músic; cap dels dos no era “perfectament” contralt, però es reconegué que Llor era millor i tenia un bon estil. El capítol de la catedral li feu l’admissió el 30 de setembre, amb un salari de 40 lliures anuals.
Entre la seva obra musical, va copiar i convertir de profana a sacar l’última ària de l’òpera de La Merope de D. Terradellas, fent-ne una cantata als dolors de Maria Santíssima, per a soprano, corda i continu; partitura la qual es pot trobar a la Biblioteca de Catalunya (M 768/7), i de la que n’existeix una gravació moderna. A la mateixa biblioteca hi ha també una ària a solo i dos violins i baix a la Verge del Rosari (M 753/5) d’Ignasi Llor. Per altra banda, també s'hi conserva una cantata a duo amb violins i baix d’Emmanuel Gònima, Ha del Cielo, amb la llegenda duplicada de “Ygnasi Llor Musich” i “Ignasi Llor Musich” (M 762/22).